# Mori (Italie)
Pour les articles homonymes, voir Mori.
Mori, Muren (en allemand) est une commune italienne d'environ 10 000 habitants (2021)  située dans la province autonome de Trente dans la région du Trentin-Haut-Adige dans le nord-est de l'Italie.

## Administration
| Période                                  | Période | Identité | Étiquette | Qualité |
| ---------------------------------------- | ------- | -------- | --------- | ------- |
|                                          |         |          |           |         |
| Les données manquantes sont à compléter. |         |          |           |         |

### Hameaux
Besagno, Loppio, Manzano, Molina, Mori Vecchio, Nomesino, Pannone, Ravazzone, Sano, Seghe I e II, Tierno, Valle S.Felice e Varano

### Communes limitrophes
Les communes limitrophes sont  Ala, Arco, Brentonico, Isera, Nago-Torbole, Ronzo-Chienis et Rovereto.